# Chien des Marquises
Le chien des Marquises ou chien marquisien est une race de chien éteinte des îles Marquises, en Polynésie française. Comme d'autres souches de chiens polynésiens, il a été introduit aux Marquises par les ancêtres des Polynésiens lors de leurs migrations. Servant de totem tribal et de symbole religieux, il était parfois consommé comme viande bien que moins fréquemment que dans d'autres parties du Pacifique en raison de sa rareté. On pense que ces chiens indigènes se sont éteints avant l'arrivée des Européens, qui n'ont pas signalé leur présence sur les îles. Les représentations pétroglyphiques et les vestiges archéologiques d'ossements et de sépultures de chiens sont les seules preuves de l'existence de la race. La population canine moderne de l'archipel descend de races étrangères réintroduites au XIXe siècle comme compagnons des colons européens.

## Linguistique
Deux mots désignent le chien dans la langue marquisienne : peto dans les Marquises du Nord, et nuhe dans les Marquises du Sud. 
Le premier pourrait être un emprunt à l'anglais pet (animal de compagnie) ou à l'espagnol perro (chien), ou bien un mot purement polynésien puisque l'on trouve le mot pero dans la langue maorie, comme synonyme de kurī (chien). Selon une autre théorie soutenant son origine étrangère, le nom proviendrait d'un chien de New Haven nommé Pato laissé sur Nuku Hiva par le capitaine de vaisseau américain Edmund Fanning de 1798 à 1803,. 
Le marquisien du Sud nuhe est unique dans les langues polynésiennes, mais peut avoir un lien avec wanuhe, le mot qui désigne le chien dans la langue papoue des îles Brumer,, au sud-est de la Nouvelle-Guinée. Le missionnaire catholique français René Ildefonse Dordillon a répertorié deux autres formes : mohoʻio et mohokio dans son dictionnaire de 1904 Grammaire et dictionnaire de la langue des îles Marquises,.

## Histoire

Carte des îles Marquises.

On sait peu de choses sur le chien des Marquises. Il a été introduit dans l'archipel par les premiers colons polynésiens, en même temps que le poulet et le cochon domestiques, et que le rat polynésien. On pense que l'espèce s'est éteinte avant l'arrivée des explorateurs espagnols en 1595, bien que certains aient pu survivre au-delà de cette date,,,,.
Aucun récit européen n'a jamais été écrit à leur sujet. Ils semblent avoir été assez rares et « jamais nombreux dans les îles », même avant l'arrivée des Européens. Contrairement à d'autres parties de la Polynésie, ces chiens n'étaient pas considérés comme une source importante de nourriture, bien qu'ils aient parfois été consommés comme le montre la présence de marques de découpages sur des os de chiens trouvés dans les fouilles archéologiques. En raison de leur rareté, ils étaient vénérés par les Marquisiens et étaient étroitement associés aux grands chefs et aux classes sacerdotales.
De nombreux pétroglyphes de chiens ont été trouvés près des centres religieux et des zones d'habitations des chefs, indiquant la vénération qu'ils suscitaient et leur importance culturelle. Les recherches menées par l'archéologue américaine Sidsel N. Millerstrom ont montré que la majorité de ces pétroglyphes se trouve dans les vallées de ʻAʻakapa, Haʻatuatua et Hatiheu sur la côte nord de Nuku Hiva, le meʻae Vaikivi sur Ua Huka, et le meʻae Iʻipona et la vallée d'Eiaone sur Hiva Oa. Leurs distributions régionales reflétaient peut-être le rôle des chiens comme symboles de loyauté et d'identité tribale/clanique dans les îles. Ils étaient des animaux totems associés à la tribu Naki'i,.

## Caractéristiques
Les pétroglyphes représentent souvent le chien marquisien sous des formes exagérées. Millerstrom a noté que ces représentations s'écartaient des caractéristiques typiques du chien polynésien et s'est demandé si elles étaient censées être réalistes :
« The Marquesan dogs images show that the necks and the bodies are exaggerated in length. The tails are long and curved over the back while the ears and muzzle may be pointed, square or rounded. The legs are short and in one case from Hatiheu Valley the paws were pointed in the wrong direction. [...] 
The early post-contact dog is white or spotted, small to medium size, with pointed snout and ears, and a long tail. Could the Marquesans of the past have forgotten what the dog looked like or did it matter how they depicted the dog? »
— Millerstrom, 

« Les images des chiens marquisiens montrent que les cous et les corps sont d'une longueur exagérée. Les queues sont longues et recourbées sur le dos tandis que les oreilles et le museau peuvent être pointus, carrés ou arrondis. Les pattes sont courtes, et dans un cas de la vallée de Hatiheu, ont été pointées dans la mauvaise direction. [...] 
Le chien du début de la période post-contact est blanc ou tacheté, de petite à moyenne taille, avec un museau et des oreilles pointus, et une longue queue. Les Marquisiens du passé auraient-ils oublié à quoi ressemblait le chien ou la façon dont ils le représentaient avait-elle de l'importance »
— 

### Sculptures en pierre
L'archéologue allemand Karl von den Steinen a été le premier visiteur européen à observer des traces de chiens anciens aux Marquises en 1897-1898. Dans ses fouilles du meʻae Iʻipona, un complexe de temples près du village de Puamaʻu sur la côte nord-est de l'île de Hiva Oa, il a découvert plusieurs tikis en pierre, dont deux avec des figures zoomorphes (en forme d'animal) de quadrupèdes gravées dessus. À cette époque, la propriété et le site du temple appartenaient au révérend James Kekela, un missionnaire protestant hawaïen avec lequel von den Steinen s'était lié d'amitié. Il s'est également appuyé sur un Marquisien âgé nommé Pihua, qui était la seule personne vivante à connaître les noms des tiki du site.

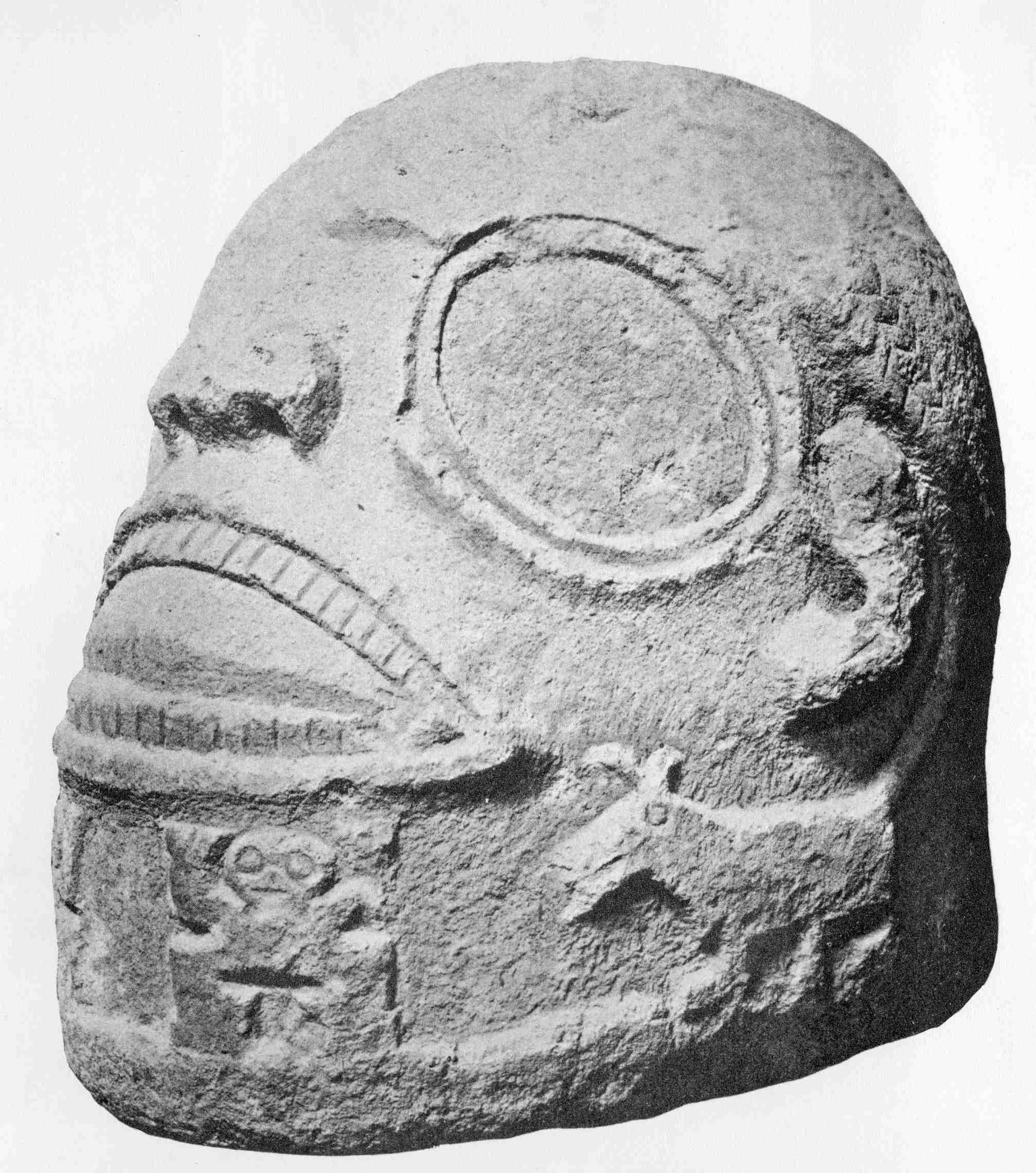
Tête du tiki Manuiotaa, actuellement au Musée ethnologique de Berlin.

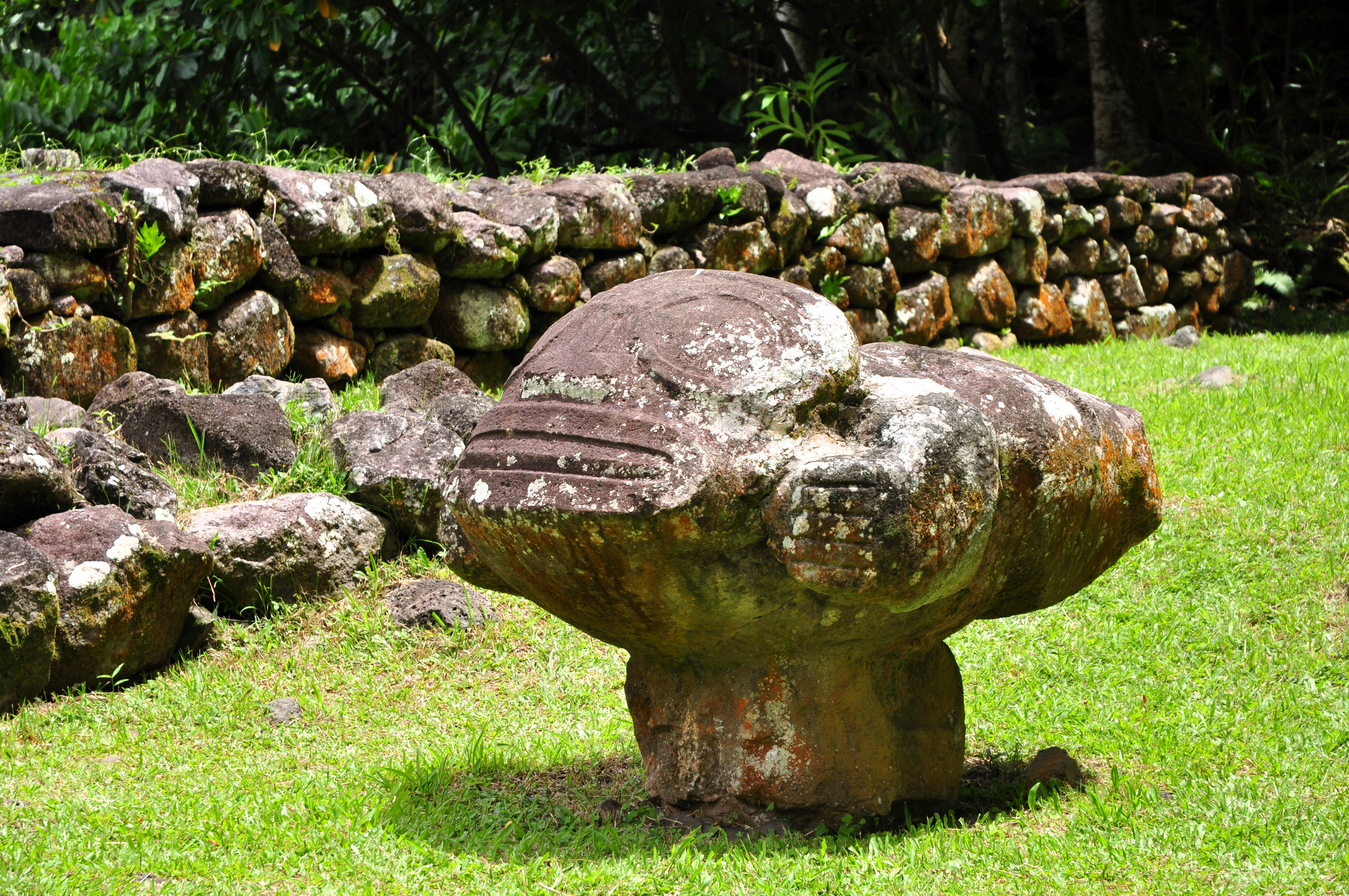
Tiki Maki'i Tau'a Pepe à I'ipona

Le premier de ces tikis est une tête de pierre de 82 cm de haut et 90 cm de diamètre, représentant un ʻupoko heʻaka (« victime sacrificielle ») alors inconnu. Von den Steinen l'a nommé Opferkopf Manuiotaa (« Tête sacrificielle Manuiotaa »), d'après le célèbre sculpteur marquisien du XVIIIe siècle Manuiota'a de la tribu Naki'i, qui aurait sculpté les deux statues et de nombreux autres tikis sur le site. La tête portait des motifs totémiques de quadrupèdes et de petits bâtons représentant les etua (dieux) marquisiens tatoués de chaque côté de sa bouche. Il a été informé que les quadrupèdes pouvaient représenter des chiens, des rats ou des cochons. Cependant, il a conclu qu'il s'agissait de rats car à l'époque, les chiens auraient été introduits par les Européens. Il transporta la tête en Allemagne où elle est aujourd'hui exposée au Musée ethnologique de Berlin,.
La seconde statue a été nommée Tiki Maki'i Tau'a Pepe en l' honneur de l'épouse de Manuiota'a, connue sous le nom de Tau'a Pepe (la « prêtresse papillon »). Elle représenterait une femme en position couchée, la tête et les bras atteignant le ciel, donnant naissance, bien qu'elle ait également été interprétée comme une divinité féminine portant le peuple marquisien sur son dos. Elle serait morte en couches, Maki étant un mot de base signifiant « blessure » ou « être blessé ». Des images de quadrupèdes apparaissent en bas-reliefs de chaque côté de la base carrée de cette statue,. Ce tiki est resté à son emplacement d'origine et est visible aujourd'hui sur le site d'Iʻipona,,. Une seule des sculptures de chien est discernable maintenant ; l'autre a disparu avec le temps.
En 1956, l'aventurier et ethnographe norvégien Thor Heyerdahl affirma que les reliefs du tiki Maki'i Tau'a Pepe étaient des lamas ou des pumas, pour renforcer sa théorie selon laquelle la Polynésie a été colonisée depuis Amérique du Sud,,,. Plus tard, des écrivains non identifiés et des rumeurs ont insinué que Heyerdahl avait délibérément modifié et dégradé les images dans son processus de restauration,. Le consensus moderne est que les sculptures représentent bien la race éteinte du chien marquisien ; ils ne représentent pas des lamas, des pumas ou des rats,,,.
Toujours en 1956, Robert Carl Suggs, du Musée américain d'histoire naturelle, a dirigé la première fouille stratigraphique des îles et a découvert de nombreux fragments d'os et une sépulture de chien sur quelques sites de l'île de Nuku Hiva. Entre 1964 et 1965, l'archéologue américain Yosihiko H. Sinoto, du Bishop Museum, a découvert une canine de chien percée utilisée comme pendentif, une prémolaire et deux sépultures de chien dans les dunes de sable de Hane sur l'île de Ua Huka. En 1998, l'archéologue américain Barry Vladimir Rolett a découvert des ossements de chien dans tous les niveaux de peuplement à Hanamiai, sur l'île de Tahuata, ce qui indique que la race a pu continuer à exister sur cette île jusqu'au milieu du XIXe siècle. Certains de ces os présentaient des marques de coupures visibles. En 2000, l'archéologue français Pascal Sellier a découvert trois squelettes de chiens aux côtés de plusieurs sépultures humaines à Manihina, Ua Huka ; un des chiens était enterré dans un cercueil,.
Millerstrom a résumé ces découvertes antérieures et a personnellement analysé de nombreux pétroglyphes de chiens laissés par les Polynésiens préhistoriques dans son article de 2003 intitulé « Facts and Fantasies: the Archaeology of the Marquisan Dog ». Elle note que d'autres recherches doivent être menées sur les preuves linguistiques retraçant le mouvement des chiens en Océanie, les rôles socio-économiques du chien dans les cultures marquisiennes et océaniennes, ainsi qu'une étude de la morphologie des os et des sépultures de chiens trouvés sur les sites archéologiques marquisiens.

## Réintroduction des chiens
Des chiens de différentes races ont ensuite été réintroduits par les colons européens et les visiteurs des Marquises. 
Les premiers chiens européens étaient ceux qui accompagnaient les explorateurs espagnols Álvaro de Mendaña de Neira et Pedro Fernandes de Queirós en 1595. Alors qu'ils étaient sur Hiva Oa, les Marquisiens ont tenté de voler l'un des petits chiens qui se trouvaient sur leurs navires. Mais l'anthropologue Katharine Luomala note que rien ne suggère que ces chiens aient été laissés sur l'île par les Espagnols,. 
Les premiers chiens réintroduits sont probablement ceux laissés par les navires américains au début des années 1800 et qui ont été confiés aux premiers beachcombers, missionnaires et colons qui les gardaient comme animaux de compagnie. L'un des premiers cas signalés était un chien de New Haven nommé Pato, qui avait été « reconnu coupable de vol de moutons vers l'année 1797 et banni pour ce crime ». Vers 1798, le capitaine Edmund Fanning le laissa sur Nuku Hiva aux bons soins du missionnaire britannique William Pascoe Crook qui le confia à un dirigeant local, Keattonnue (c'est-à-dire le Roi Cato), mais le 8 juin 1803, un autre capitaine américain Brinell récupéra Pato et le remplaça par deux autres chiens,. 
Au cours de la campagne de Nuku Hiva de 1813, le capitaine de la marine américaine David Porter a signalé la présence de quelques chiens sur l'île, et a observé que les insulaires avaient peur des deux mastiffs qui se trouvaient à bord de son navire,.

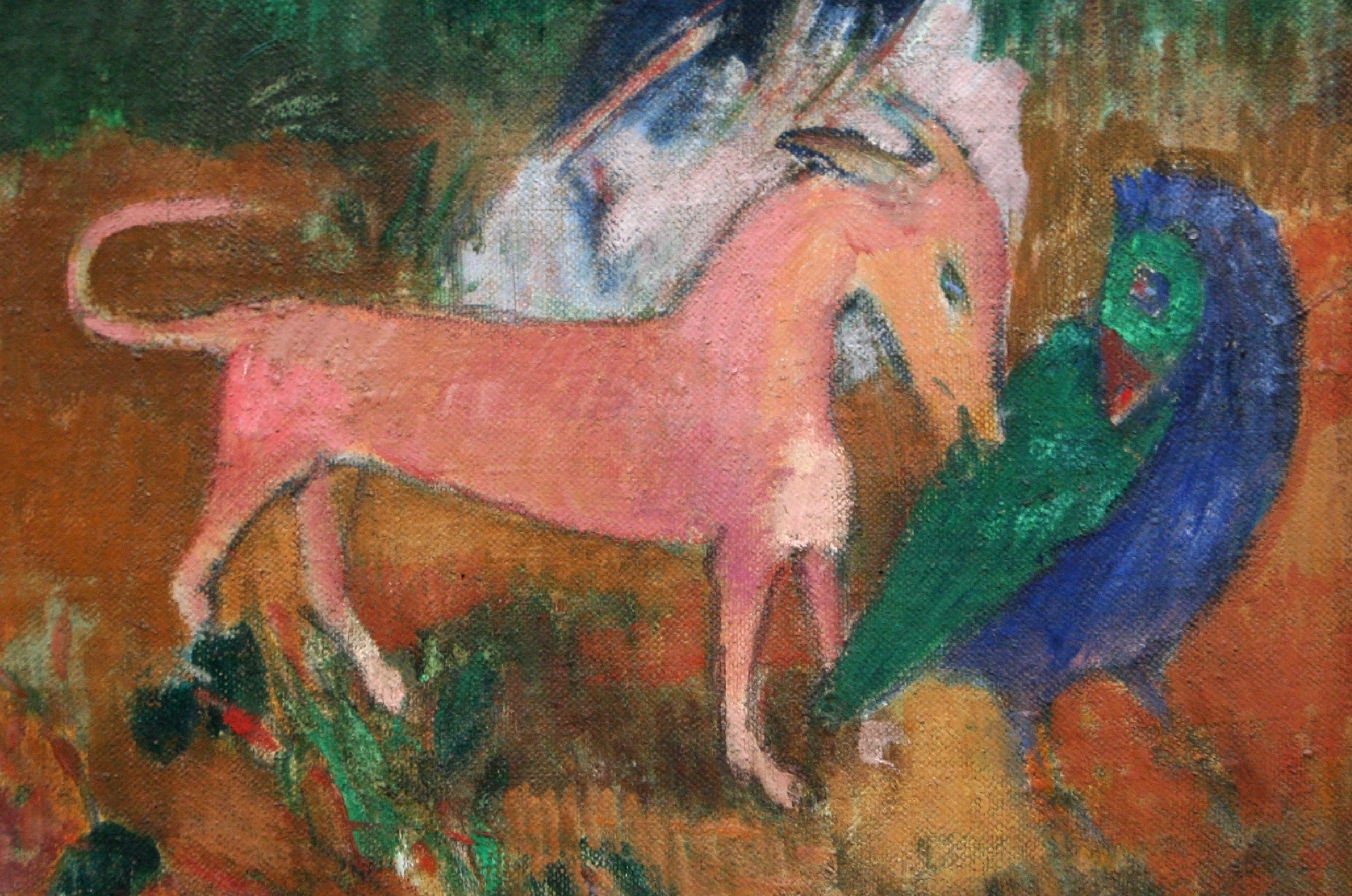
Représentation probable d'une talève des Marquises tuée par un chien, peints par Paul Gauguin en 1902.

Dans les années 1890, le voyageur anglais Frederick William Christian signale le conflit idéologique sur la consommation de viande de chien au fur et à mesure de l'augmentation des populations insulaires. Il note que les Marquisiens vivant dans les vallées orientales de l'île de Hiva Oa ont recommencé à manger de la viande de chien cuite au four « avec délice » alors que les habitants des vallées occidentales y « toucheront à peine même en temps de famine ». Christian observe également la consommation de chien sur Tahuata et Fatuiva,. Le peintre français Paul Gauguin a représenté des scènes comprenant des chiens aux Marquises dans plusieurs œuvres alors qu'il vivait à Hiva Oa. Son tableau de 1902 Le sorcier d'Hiva-Oa ou Le Marquisien à la cape rouge représente peut-être un chien tuant une talève des Marquises (Porphyrio paepae), espèce aujourd'hui éteinte,.

Dans Taïpi, œuvre semi-fictionnelle d'Herman Melville, le narrateur Tommo donne un récit peu flatteur des chiens vivant dans la vallée de Tai Pi sur Nuku Hiva : ,
Je crois devoir éclairer un peu le lecteur sur l'histoire naturelle de la vallée.
D'où venaient, au nom du comte Buffon et du baron Cuvier, ces chiens que j'ai vus à Taïpi ? Chiens ! — De gros rats sans poils plutôt ; tous avec des peaux lisses, brillantes, mouchetées — des flancs gras, et des faces fort désagréables. D'où pouvaient-ils venir ? Je suis fermement convaincu qu'ils n'étaient pas la race indigène de la région. En effet, ils semblaient conscients d'être des intrus, ayant l'air assez honteux et essayant toujours de se cacher dans un coin sombre. Il était assez clair qu'ils ne se sentaient pas chez eux dans la vallée — qu'ils souhaitaient en sortir et retourner dans l'affreux pays d'où ils devaient venir.

Les maudits bâtards ! Ils me faisaient horreur ; je n'aurais rien voulu de mieux que de causer la mort de chacun d'eux. En fait, une fois, je suggérai à Mehevi le bien-fondé d'une croisade canine ; mais le roi bienveillant ne voulut pas y consentir. Il m'écouta très patiemment, mais lorsque j'eus terminé, il secoua la tête et me dit, en toute confidence, qu'ils étaient « tabous ».